# Баркавская волость
Ба́ркавская во́лость (латыш. Barkavas pagasts; устар. Борковская волость) — одна из двадцати двух территориальных единиц Мадонского края Латвии. Административным центром волости является село Баркава.

## География
Территория волости занимает 18 791 га, располагаясь на Восточно-Латвийской низменности, главным образом на Лубанской равнине и западной частью на Ерсикской равнине.
Болота: Лиелсалас, Салениеку и другие.

## История
В 1935 году Баркавская волость входила в состав Резекненского уезда. Площадь волости равнялась 277,20 км², а население составляло 5235 человек (2561 мужчина и 2674 женщины).